# اندو یوشیتاکا
اندو یوشیتاکا (به ژاپنی: 遠藤慶隆); سامورایی، دایمیو از اهالی ولایت مینو؛ اهل ژاپن در اواخر دوره سنگوکو و دوره ادو بود. وی صاحب قلعه گوجو هاچیمان بود.